# Sint-Pietersnieuwstraat
De Sint-Pietersnieuwstraat is een straat in het centrum van de Belgische stad Gent. De straat loopt van het Sint-Pietersplein in het zuiden naar het Feestlokaal De Vooruit in het noorden, waarna de weg verdergaat als de Walpoortstraat. De as Overpoortstraat-Sint-Pietersplein-Sint-Pietersnieuwstraat vormt de ruggengraat van de Gentse studentenbuurt. Universiteitsgebouwen zoals Tweekerken en Hoveniersberg, de Blandijn, de Plateau/Rozier, de Therminal, De Brug, het Technicum, het UFO en het rectoraat liggen allemaal langs die as.
In de straat staat het huis waar de Vlaamse kunstschilder Hugo van der Goes in de jaren 1473-1478 vermoedelijk zijn Portinari-altaar heeft geschilderd.